# Séléna Janicijevic
Séléna Janicijevic (nació el 23 de julio de 2002) es una tenista profesional francesa.
Janicijevic tiene un ranking de individuales WTA más alto de su carrera, n.º 160, logrado el 29 de julio de 2024. También fue n.º 525 en dobles, logrado el 1 de abril de 2022.
Hizo su debut en el cuadro principal de Grand Slam en el Torneo de Roland Garros 2019 después de recibir una wildcard para el cuadro principal de individual y también para el cuadro principal de dobles, haciendo pareja con Aubane Droguet.
En 2023, Janicijevic debutó en el Abierto de Australia, donde derrotó a Robin Anderson, Elena-Gabriela Ruse y Jodie Burrage en las rondas clasificatorias.
En julio de 2024, llegó a su primer cuartos de final de un torneo WTA en el Torneo de Iasi 2024 luego de pasar la clasificación, venciendo en primera ronda a Gergana Topalova quién también entró por la clasificación. En segunda a la wildcard Miriam Bulgaru y finalmente perdería con su compatriota Chloé Paquet en 3 set.